# Andreas Clemmensen

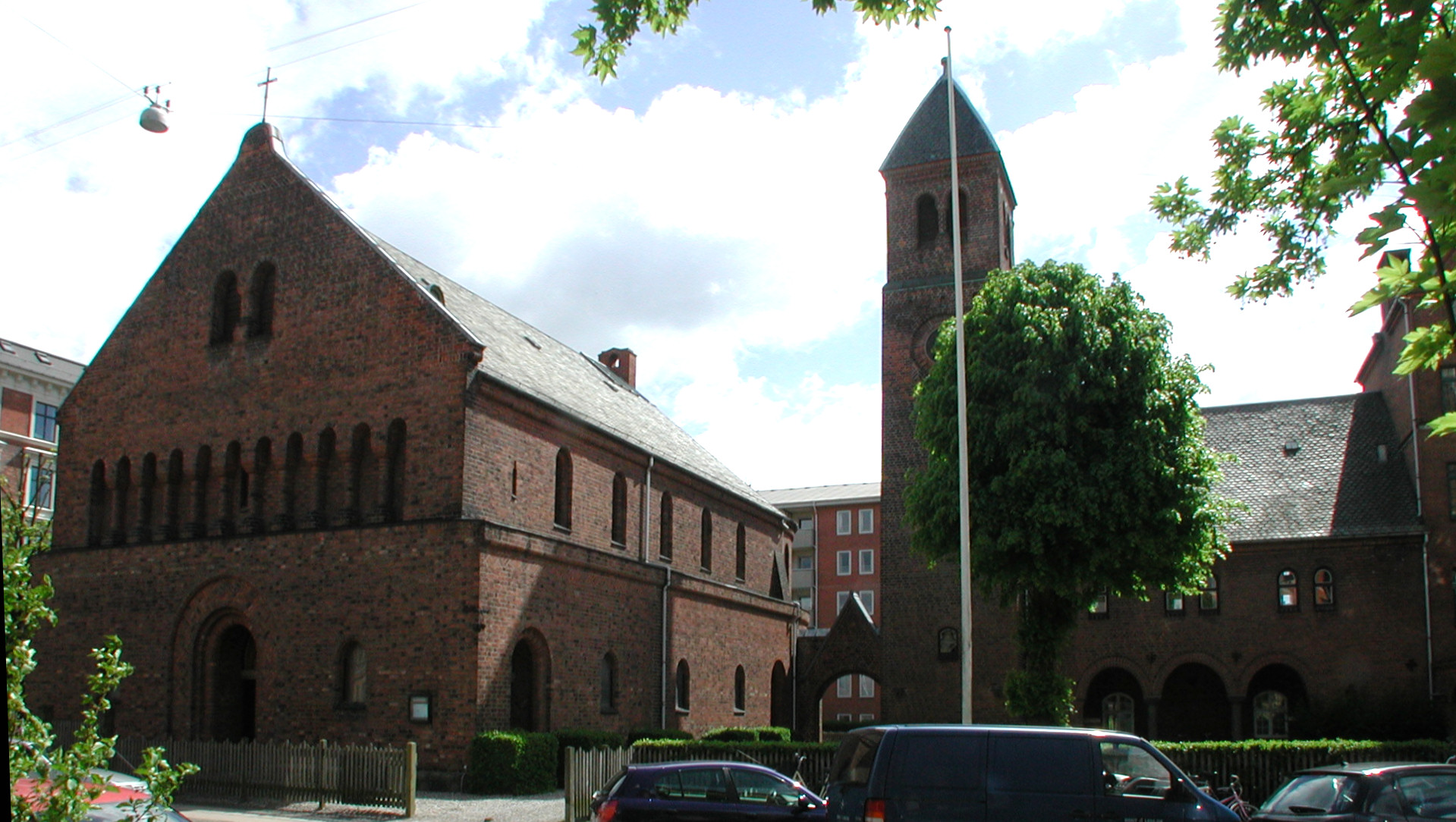
Immanuelskirken i Köpenhamn

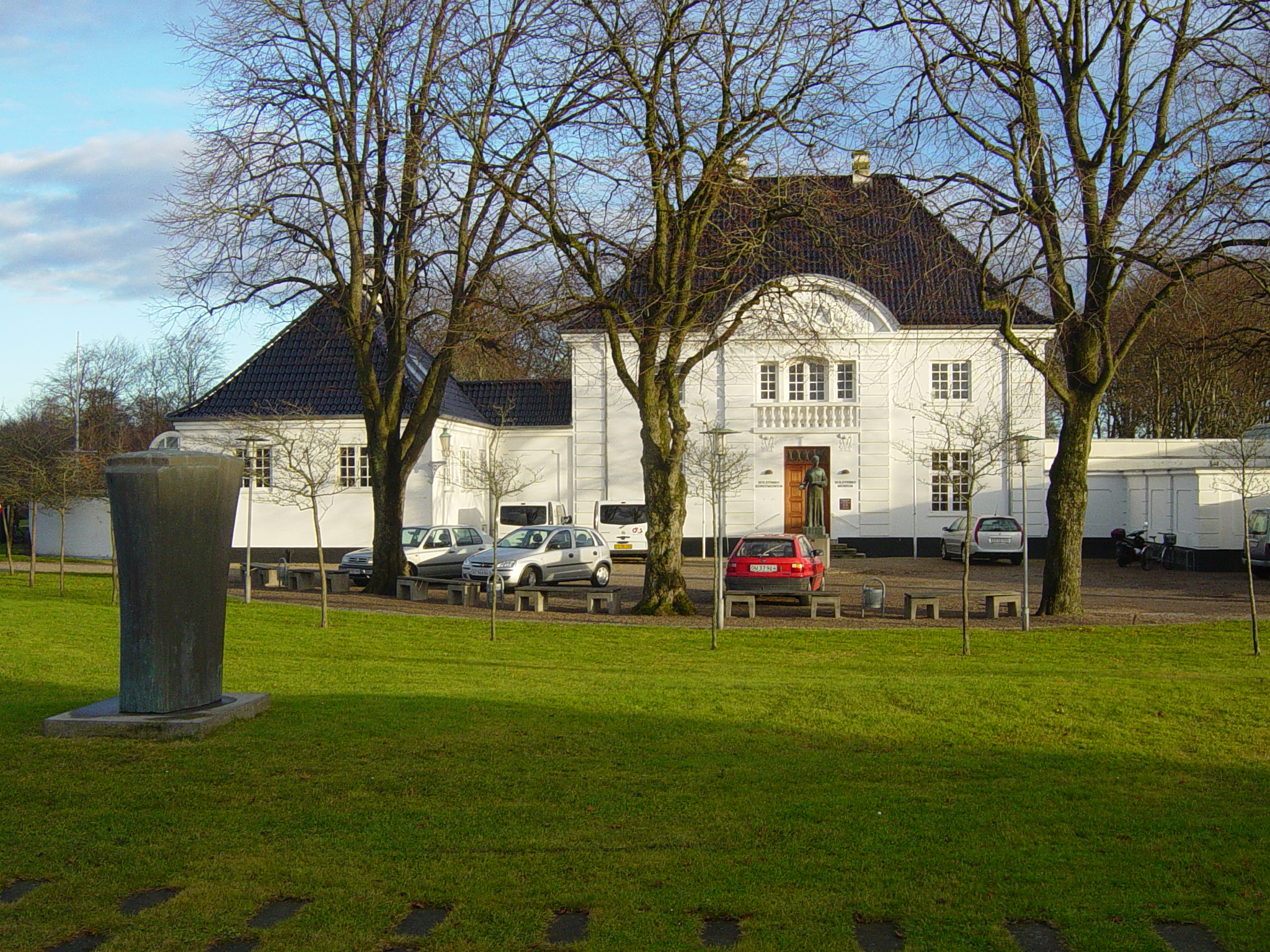
Villa Færch i Holstebro, Holstebro Museum

Andreas Lauritz Clemmensen, född 7 augusti 1852, död 5 december 1928, var en dansk arkitekt. Han var far till arkitekten Mogens Clemmensen.
Andreas Clemmensen var en av de mest produktiva danska arkitekterna under början av 1900-talet, och fick stort inflytande genom sin kulturhistoriska riktning, bland annat genom upptagandet av 1700-talet danska privathusstil och som initiativtagare till keramikens nya uppblomstring i Danmark. Clemmensen har byggt en mängd skolor, kyrkor och privathus, bland annat Immanuelskyrkan i Köpenhamn, hus vid Gammel Carlsberg med mera.
Som författare har han medverkat vid författandet av Julius Benthley Løfflers Sjællands Stiftslandsbykirker (1880) och utgett Beskrivelse og Tegninger af Øster Marie Kirke (1894).

## Utmärkelser
- Riddare av Dannebrogorden,  1916[3]

[Redigera Wikidata]